# Праця в СРСР є справа честі, слави, доблесті та геройства
«Праця в СРСР є справа честі, слави, доблесті та геройства» — радянське гасло, запозичене з політичного звіту Центрального Комітету КПРС XVI з'їзду ВКП(б), представленого Йосипом Сталіним 27 червня 1930 року:

«Найчудовішим у змаганні є те, що воно робить корінний переворот у поглядах людей на працю, бо воно перетворює працю з ганебного і важкого тягаря, якою вона вважається раніше, на справу честі, на справу слави, на справу доблесті та геройства.»
— Сталин И. В. Политический отчёт Центрального Комитета XVI съезду ВКП(б), 27 июня 1930 г. // Сочинения в 16 томах. Том 12.

## Історія
Дане гасло, з різними варіаціями, широко використовувалося в радянській ідеологічній пропаганді: було поширене на виробничих підприємствах, наносилося на архітектурні об'єкти (наприклад, на «Будинку зі шпилем» у Комсомольську-на-Амурі; будівлю Палацу культури профспілок у Волгограді), державні нагороди (зокрема, на медалі «За трудову доблесть», «За трудову відзнаку», «За відновлення вугільних шахт Донбасу», «За відбудову підприємств чорної металургії Півдня»), цитувався у наукових працях, використовувався при оформленні листівок, у кінохроніках (наприклад, у фільмі Дзиги Вертова «Симфонія Донбасу», 1930).
У зміненому вигляді гасло присутнє у тексті «Маршу ентузіастів» з кінофільму «Світлий шлях» (музика — Ісака Дунаєвського, вірші — Анатолія Д'Актиля):
 Чи нам стояти на місці?

 У своїх дерзаннях завжди ми маємо рацію.

 Праця наша є справа честі,

 Є справа доблесті та подвиг слави.
Окрім виробничих підприємств, гасло іноді використовувалося у виправно-трудових таборах ГУТАБу.
Письменник і колишній ув'язнений Варлам Шаламов, згадуючи це гасло в «Колимських оповіданнях», порівнював цинічність такого його використання з написанням при вході в Нацистські концентраційні табори фрази «Кожному своє» (нім. Jedem das Seine):

…Ми будемо повернуті до табірної зони, знову увійдемо у ворота з обов'язковим, офіційним, казенним написом: «Праця є справа честі, справа слави, справа доблесті та геройства». Говорять, що на воротах німецьких таборів виписувалася цитата з Ніцше: «Кожному своє». Наслідуючи Гітлера, Берія перевершив його в цинічності.
— Шаламов В. Т. Сухим пайком // Собрание сочинений в четырёх томах. — Москва : Художественная литература, Вагриус, 1998. — Т. 1. — С. 34—47.